# From a Buick 6
From a Buick 6 – piosenka napisana przez Boba Dylana, nagrana przez niego w 1965 roku i wydana na albumie Highway 61 Revisited (1965).

## Historia
„From a Buick 6” jest prostym bluesrockowym utworem. Jest to jedna z najbardziej niedocenianych kompozycji Dylana, nie tylko przez słuchaczy, ale i przez samego autora. Wykonał ją publicznie tylko dwa razy. Podczas pracy nad wczesnymi wersjami dzieło było zatytułowane „Lunatic Princess”.
Jednym ze źródeł piosenki było nagranie „She’s Mean” dokonane przez grupę Joey Gee and the Come On w 1964 roku. Rytmiczne i poetyckie elementy utworu powstały pod wpływem „Milk Cow Blues”, nagranego przez Sleepy Johna Estesa 13 maja 1930 roku, w Memphis (Tennessee). Dylan prawdopodobnie inspirował się też wersją kompozycji „Milk Cow Blues”, którą w 1965 roku nagrała brytyjska grupa The Kinks na potrzeby albumu The Kink Kontroversy (1965).
Japońska wersja Highway 61 Revisited, a także część nakładu pierwszego stereofonicznego wydania amerykańskiego zawiera inną wersję piosenki ze wstępem na harmonijce ustnej (ta wersja albumu jest regularnie poszukiwana przez fanów Dylana).

## Tekst
Piosenkę tę, analogicznie do filmów drogi, można zaliczyć do „piosenek drogi”. Narrator pędzi w poszukiwaniu zarówno wolności, jak i ucieczki. Jednak utwór ten jest również w pewien sposób hołdem dla zwyczajnej ziemskiej matki czy kobiety, na nazwanie której używa wielu określeń. Miesza przy tym, co było typowe dla bluesów, mizoginię z potrzebą czy nawet pragnieniem.

## Sesje
- 30 lipca 1965 – sesja nagraniowa do albumu w Columbia studio A w Nowym Jorku (powstało 6 wersji utworu; na acetacie, czyli pierwotnej wersji płyt gramofonowych, piosenka znalazła się na pozycji 6.; ostatecznie na album została wybrana wersja 2.)

## Wykonania koncertowe
- 28 sierpnia 1965 – koncert na stadionie tenisowym Forest Hills w Queens w Nowym Jorku, stan Nowy Jork
- 3 września 1965 – koncert w Hollywood Bowl w Los Angeles, stan Kalifornia

## Dyskografia
Singiel
- 1965: „Positively 4th Street”/„From a Buick 6” (tytuł „Positively 4th Street” na 1. edycji singla jest pomyłką Columbii; w rzeczywistości utworem był „Can You Please Crawl Out Your Window?”; to tłoczenie zostało wycofane ze sklepów)

## Wersje innych wykonawców
- 1972: Alex Taylor – Dinnertime
- 1981: Gary U.S. Bonds – Dedication
- 1985: Mick Wilhelm – Mean Ol’ Frisco
- 1991: Treat Her Right – What’s Good for You
- 1994: Johnny Winter – Still Alive and Well
- 1998: Cypress Grove – Buick 6
- 2003: Big Brass Bed – A Few Dylan Songs